# Читракут (округ)
Читракут (англ. Chitrakoot) — округ в индийском штате Уттар-Прадеш. Образован 6 мая 1997 года. Административный центр — город Читракута. Площадь округа — 3202 км². По данным всеиндийской переписи 2001 года население округа составляло 766 225 человек. Уровень грамотности взрослого населения составлял 65,04 %, что выше среднеиндийского уровня (59,5 %).